# Zoe Magdalena

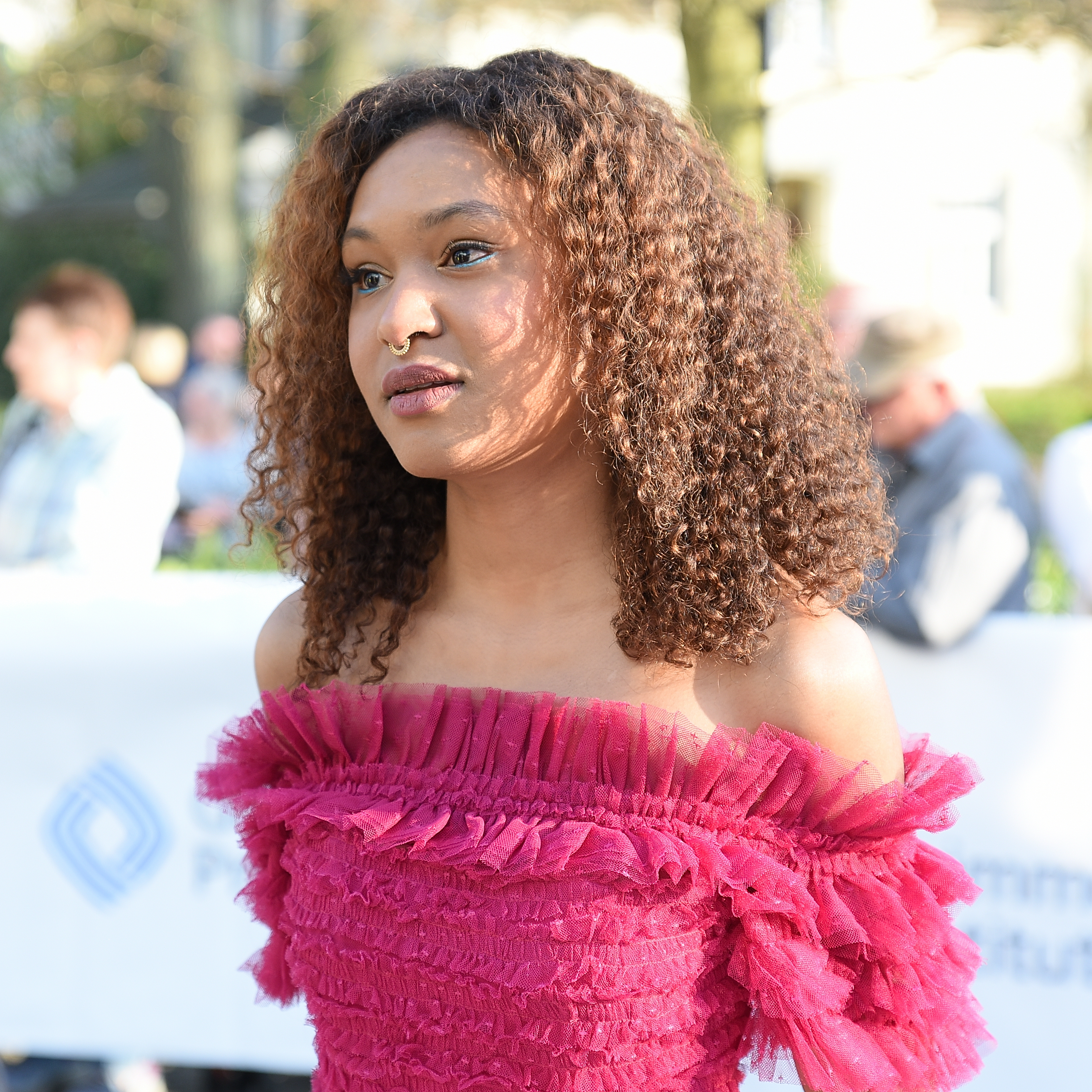
Zoe Magdalena bei der Verleihung des Grimme-Preises 2025

Zoe Magdalena (* Dezember 1994 in Berlin-Kreuzberg als Zoe Magdalena Hagen) ist eine deutsche Autorin, Drehbuchautorin, Schauspielerin und Poetry-Slammerin.

## Leben
Zoe Magdalena ist eine Tochter der in Nigeria geborenen deutschen Schauspielerin, Autorin, Regisseurin und Filmproduzentin Sheri Hagen. Im Jahr 2012 macht Zoe Magdalena im Anschluss an ihr Abitur am Berliner Heinz Berggrün Gymnasium Praktika im journalistischen Bereich, bei Geolino und der Süddeutschen Zeitung, sowie am Maxim-Gorki-Theater Berlin und bei der UFA Fiction GmbH. Sie steht seit 2013 als Poetry-Slammerin regelmäßig auf der Bühne. Kurz nach ihrem ersten Auftritt beim Kreuzbergslam im Lido in Berlin folgten weitere Auftritte bei Slams im ganzen Bundesgebiet. Im Jahr 2014 wurde sie Vizemeisterin der deutschsprachigen U20-Poetry-Slam-Meisterschaften.
Im März 2016 erschien ihr Debütroman Tage mit Leuchtkäfern im Ullstein Verlag. Diesen schrieb sie mit 17 Jahren innerhalb weniger Wochen. Er handelt von den Erlebnissen einer Jugendlichen, die an Magersucht und Bulimie leidet. Von 2017 bis 2022 studierte sie Drehbuch an der ifs internationale filmschule köln, die sie mit dem Film „Woran glaubt Gott“ (Tragikomödie, 90 Minuten) abschloss. Im April 2020 war sie Gast bei Ladies Night. Im Juni 2021 trat Zoe Magdalena in der Kabarettsendung Pufpaffs Happy Hour auf. Seit 2021 ist sie Teil des Autoren-Teams der heute-show (ZDF). 2024 war sie Teil des Writers Rooms und schrieb Folge 4 der Serie Maxton Hall – Die Welt zwischen uns. Im Jahr 2024 und 2025 erschienen drei Bänder der Kinderbuchreihe Mina Wirbelfee im Coppenrath Verlag. Zudem veröffentlicht sie seit 2024 unter dem Künstlernamen Zoe Magdalena. 2024 schrieb sie mehrere Sketche für Kroymann. 2024 erfand und schrieb sie die Serie „Hungry“, wo sie auch die Hauptrolle spielte. Dafür erhielt sie 2025 den Grimme-Preis in der Kategorie Spezial der Kinder- und Jugendbuchsektion.
Zoe Magdalena lebt in Berlin-Charlottenburg.

## Werke

### Belletristik
- Tage mit Leuchtkäfern. Ullstein-Taschenbuchverlag, Berlin 2016, ISBN 978-3-548-28694-5.
- Mina Wirbelfee. Kinderbuchreihe. Coppenrath Verlag.[18]
  - Mina Wirbelfee. Band 1, 2024.
  - Mina Wirbelfee und der böse Rolf. Band 2, 2024.
  - Mina Wirbelfee und das letzte Keinhorn. Band 3, 2025.
- Benjamin Zephaniah: Menschen brauchen Menschen. Übersetzung aus dem Englischen, Coppenrath Verlag 2024.

### Filmografie
- 2012: Auf den zweiten Blick (Darstellerin; Spielfilm, 95 Minuten)[19]
- 2017: Fenster Blau (Drehbuch zusammen mit Sheri Hagen; Spielfilm, 85 Minuten)[20]
- 2019: Die Mathematik der Dinge (Regie und Drehbuch; Kurzfilm, 15 Minuten); Filmfestival Max Ophüls Preis 2020, WDR Kurzfilmnacht „kurz und gut“, Deutschen Nachwuchsfilmpreis beim „Up and Coming“ Internationalen Filmfestival Hannover, 2021[21][8]
- 2019: Eskapismus oder so (Regie, Drehbuch und Produktion; Musical, 12 Minuten); Nominierung Blaue Blume Filmpreis 2020, Hammer Kurzfilmnächte, WDR Kurzfilmnacht „kurz und gut“[22][8]
- Seit 2021:  Heute-show
- Seit 2024: Kroymann[23]
- 2022: Der Lampenjunge – oder Das Universum zwischen uns (Drehbuch; Kurzfilm, 15 Minuten)[8]
- 2024 Maxton Hall - Die Welt zwischen uns
- 2024: Hungry (Fernsehserie)